# Michów (gemeente)
De gemeente Michów is een landgemeente in het Poolse woiwodschap Lublin, in powiat Lubartowski.
De zetel van de gemeente is in Michów.
Op 30 juni 2004 telde de gemeente 6413 inwoners.

## Oppervlakte gegevens
In 2002 bedroeg de totale oppervlakte van gemeente Michów 135,93 km², waarvan:
- agrarisch gebied: 73%
- bossen: 18%

De gemeente beslaat 10,53% van de totale oppervlakte van de powiat.
W Michowie znajduję się ponad 200 letni kościół WNMP.

## Demografie
Stand op 30 juni 2004:
| Omschrijving                   | Totaal | Totaal | Vrouwen | Vrouwen | Mannen | Mannen |
| ------------------------------ | ------ | ------ | ------- | ------- | ------ | ------ |
| eenheid                        | aantal | %      | aantal  | %       | aantal | %      |
| inwoners                       | 6413   | 100    | 3252    | 50,7    | 3161   | 49,3   |
| bevolkingsdichtheid (inw./km²) | 47,2   | 47,2   | 23,9    | 23,9    | 23,3   | 23,3   |

In 2002 bedroeg het gemiddelde inkomen per inwoner 1390,28 zł.

## Plaatsen
Aleksandrówka, Anielówka, Budki, Chudowola, Elżbietów, Gawłówka, Giżyce, Giżyce-Kolonia, Gołąb, Gołąb-Kolonia, Katarzyn, Krupy, Kruszyna, Lipniak, Mejznerzyn, Meszno, Miastkówek, Michów, Młyniska, Natalin, Ostrów, Podlodówek, Rawa, Rudno, Rudzienko, Rudzienko-Kolonia, Trzciniec, Węgielce, Wólka Michowska, Wypnicha, Zofianówka.

## Aangrenzende gemeenten
Abramów, Baranów, Firlej, Jeziorzany, Kamionka, Kock